# Arhiducesa Elisabeta Amalia a Austriei
Elisabeta Amalia a Austriei (7 iulie 1878 - 13 martie 1960) a fost fiica Arhiducelui Carol Ludovic al Austriei și a celei de-a treia soții, Infanta Maria Tereza a Portugaliei. A fost mama lui Franz Joseph al II-lea, Prinț de Liechtenstein și bunica paternă a lui Hans-Adam al II-lea, Prinț de Liechtenstein, actualul monarh al Liechtensteinului.

## Familie și primii ani
Elisabeta s-a născut la Reichenau la 13 iulie 1878. A fost cel mai mic copil al unei familii numeroase; tatăl ei a fost  Arhiducele Carol Ludovic al Austriei care a fost căsătorit de trei ori și a avut copii cu două dintre soțiile lui. Cu prima soție, Prințesa Margareta de Saxonia, nu a avut copii. Cu a doua soție, Prințesa Maria Annunciata de Bourbon-Două Sicilii, Carol Ludovic a fost tatăl Arhiducelui Franz Ferdinand al Austriei, care a devenit moștenitor al tronului Austro-Ungariei. Elisabeta și sora ei mai mare, Maria Annunziata, au fost copiii rezultați din cea de-a treia căsătorie, cu Infanta Maria Tereza a Portugaliei, fiica regelui detronat Miguel I al Portugaliei.
Tatăl ei era fratele mai mic al împăratului Franz Joseph I al Austriei, împăratul care domnea în Austro-Ungaria în momentul nașterii ei. De asemenea, el era fratele mai mic al lui Maximilian I al Mexicului, care a devenit împărat al Mexicului pentru o scurtă perioadă de timp.
În 1896, tatăl ei a murit.

## Căsătorie

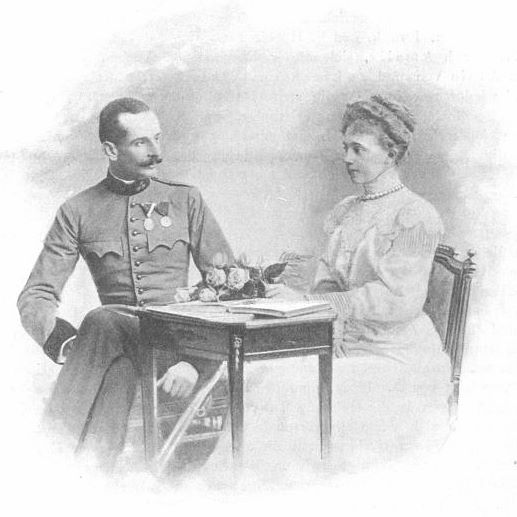
Elisabeta Amalia cu soțul ei, Prințul Aloys de Liechtenstein
("Sport & Salon", Viena, 25 aprilie 1903)

La 20 aprilie 1903, la Viena, Arhiducesa Elisabeta Amalia s-a căsătorit cu Prințul Aloys de Liechtenstein. A existat o dezbatere dacă aceasta a fost o uniune egală. Împăratul Franz Joseph I a participat la nuntă cu intenția de a face clar că privește Liechtenstein ca pe o dinastie conducătoare legitimă. Mai târziu, împăratul a devenit nașul fiului cel mare al cuplului, Franz Joseph, care a fost numit după el.
Cuplul a avut opt copii:
- Franz Joseph al II-lea, Prinț de Liechtenstein (1906-1989)
- Prințesa Maria Theresia (1908-1973)
- Prințul Karl Alfred (1910-1985)
- Prințul Georg Hartmann (1911-1998)
- Prințul Ulrich Dietmar (1913-1978)
- Prințesa Marie Henriette (1914-2011)
- Prințul Aloys Heinrich (1917-1967)
- Prințul Heinrich Hartneid (1920-1993)

Prințul Aloys a renunțat la drepturile sale de succesiune la 26 februarie 1923, în favoarea fiului său, Franz Joseph al II-lea..